# Nové Sedliště (tvrz)
Nové Sedliště je zaniklá tvrz ve stejnojmenné vesnici u Starého Sedliště v okrese Tachov. Tvrz sloužila jako panské sídlo drobných šlechticů od patnáctého do první poloviny sedmnáctého století, kdy ve třicetileté válce zanikla. Zbytky tvrziště jsou chráněné jako kulturní památka ČR.

## Historie
Původním panským sídlem v Novém Sedlišti byla tvrz, která stála v sousedství dochovaného zámku. Prvním známým majitelem byl roku 1427 Zikmund, chudý příslušník rodu pánů ze Švamberka. Z dalších držitelů statku jsou známi Kašpar z Vidršperka připomínaný roku 1479 a v roce 1482 Kašpar z Rajcenšteina. Po něm panství zdědil syn Mikuláš z Rajcenšteina uváděný v letech 1516–1528. Jeho nástupcem se stal syn Jan Jiří z Rajcenšteina, kterému statek patřil ještě roku 1555. V letech 1584–1603 byl majitelem Jonáš Tucher z Šoberova, po kterém panství zdědil jeho syn nebo jiný příbuzný Jan Jiřík Tucher. Přestože byl Jan Jiří Tucher obviněn z účasti na stavovském povstání v letech 1618–1620, prokázali dědici jeho nevinu, a panství tak zůstalo dceři Marii Salomeně a jejím synům Kryštofu Jonášovi a Janu Adamu Tucherovým. Tvrz však po roce 1621 nejspíše zanikla, když vesnici během třicetileté války vyplenilo císařské vojsko.

## Stavební podoba
Tvrz stávala na ostrůvku v rybníku severně od budovy zámku. Část rybníka však byla ve druhé polovině dvacátého století zasypána odpadem ze zbořených domů, a tvrziště tak na severu a na západě splynulo s okolním terénem.